# جو دومگان
جو دومگان (انگلیسی: Joe Dumighan؛ زادهٔ ۲۵ سپتامبر ۱۹۳۸) بازیکن فوتبال اهل بریتانیا است.
از باشگاه‌هایی که در آن بازی کرده‌است می‌توان به باشگاه فوتبال ساوت شیلدز، باشگاه فوتبال ساندرلند، و باشگاه فوتبال دارلینگتون اشاره کرد.